# Obadele Thompson
Obadele Thompson (* 30. března 1976 Bridgetown) je bývalý barbadoský atlet, specialista na sprinty. Vystudoval ekonomii na Texaské univerzitě v El Paso. V roce 1994 vytvořil nejlepší světový juniorský výkon roku na 100 metrů a byl na této trati čtvrtý na mistrovství světa juniorů v atletice 1994. V roce 1995 byl mistrem Střední Ameriky a Karibiku na stovce i dvoustovce a získal stříbro na Univerziádě na 100 m. V dubnu 1996 zaběhl v El Pasu stovku v nejrychlejším čase všech dob 9,69 sekund, který však pro nedovolenou podporu větru nemohl být uznán jako světový rekord. Na olympiádě 1996 skončil ve finále dvoustovky na čtvrtém místě. Na mistrovství světa v atletice 1997 obsadil na 200 m šesté místo a skončil druhý ve finále Grand Prix IAAF 1997. V roce 1998 vyhrál Středoamerické a karibské hry na 100 metrů, na stejné trati vyhrál Kontinentální pohár v atletice ve svém osobním rekordu 9,87 s a získal bronz na Hrách Commonwealthu. Na halovém MS 1999 byl druhý, v tomto roce také vyhrál mistrovství Střední Ameriky a Karibiku na stovce i ve štafetě 4×100 m a byl čtvrtý na mistrovství světa v atletice 1999 na stovce i dvoustovce. Na olympiádě 2000 byl třetí na 100 metrů a vybojoval tak historicky první olympijskou medaili pro Barbados, na dvojnásobné trati skončil čtvrtý. Jeho poslední účastí ve finále velké soutěže bylo sedmé místo na olympiádě 2004, s mezinárodními závody se rozloučil na mistrovství světa v atletice 2005, kde v nejkratším sprintu vypadl ve čtvrtfinále. Jeho manželkou je bývalá americká sprinterka Marion Jonesová, mají dvě děti.